# Esofagoscopia trans-nasale
La esofagoscopia transnasale (in inglese TNE)  (conosciuta anche come esofagogastroduodenoscopia transnasale) è una tecnica endoscopica sostitutiva e sovrapponibile alla gastroscopia tradizionale. La TNE è utilizzata inoltre come tecnica di screening per il cancro dell'esofago ed altri disturbi quali difficoltà di deglutizione, deglutizione dolorosa, reflusso acido o tosse cronica. Inizialmente patrimonio degli otorinolaringoiatri, negli ultimi anni il suo utilizzo si è steso anche ad altre categorie di specialisti. I medici internisti possono ricorrere alla TNE nel sospetto di un esofago di Barrett. Grazie a una casistica eseguita su migliaia di pazienti, l'attendibilità dell'esame TNE è sovrapponibile a quella della gastroscopia tradizionale così come la possibilità di eseguire biopsie. I recenti sviluppi della tecnica hanno reso possibile superare gran parte delle problematiche di incongruenza tra i risultati della TNE e quelli della biopsia, presenti in qualche casistica del passato. L'esofagoscopia trans nasale necessita tuttavia di ulteriore valutazione prima di poter essere adottata come tecnica di screening per la diagnosi di esofago di Barret.
Secondo molti Autori la TNE potrebbe ormai sostituire le radiografie dell'esofago con pasto baritato in pazienti con problemi di reflusso gastroesofageo, disfagia e sospetto corpo estraneo esofageo.

## Storia
Gli otorinolaringoiatri sono ricorsi alla esofagoscopia fin dal 1890. L'esame veniva inizialmente eseguito con il classico approccio transorale, a paziente non sedato né anestetizzato. Fu però Schindler, un gastroenterologo, a sviluppare il primo gastroscopio flessibile, nel 1932. E fu ancora un gastroenterologo,  Hirschowitz, che sviluppò il primo gastroscopio flessibile a fibre ottiche, al quale qualche anno dopo affiancò il primo esofagoscopio a fibre ottiche con dei canali interni. Da quel momento il medico poté iniettare aria ed acqua, aspirandole attraverso lo strumento, potendo inoltre eseguire biopsie di tessuto.

Fu solo nel 1994 che Shaker, ancora un gastroenterologo, pubblicò il primo articolo sulla esofago-gastro-duodeno-scopia transnasale in soggetti non sedati. Paradossalmente la tecnica non fu accolta con favore dagli altri gastroenterologi, mentre si diffuse in ambito otorinolaringoiatrico, forse per una maggiore familiarità di questi ultimi specialisti con l'anatomia del naso ed una certa abitudine ad eseguire alcune attività diagnostiche senza la necessità di una sedazione preliminare.
La tecnica è stata studiata in maniera autonoma dal Dott. F. Barberani a partire dal 1997 . Grazie ai suoi studi, è stata perfezionata la metodica operativa .
Dal 2000 ad oggi in letteratura ci sono stati molti studi che paragonano l'endoscopia trans-orale a quella trans-nasale in paziente non sedato e che mostrano una sostanziale sovrapponibilità delle due tecniche per quanto riguarda la sicurezza e la tollerabilità da parte del paziente.

## Tecnica e procedura
Le cavità nasali debbono essere adeguatamente anestetizzate per permettere il passaggio del tubo flessibile dell'endoscopio transnasale, il cui diametro, a seconda della casa costruttrice, varia da 4,0 a poco più di 6,0 mm. Al contrario è bene procedere solo ad una lieve anestesia del laringofaringe, in quanto durante l'esecuzione dell'esame è bene che il paziente sia in grado di deglutire a comando. Inoltre una eccessiva anestesia del laringofaringe mette il paziente a rischio di aspirazione delle sue secrezioni durante l'esame.
La cavità nasale del paziente viene spruzzata con spray 1:1 di ossimetazolina 0,05% e lidocaina
4%. Un paio di spruzzi di benzocaina 20% possono essere somministrati in orofaringe.
Una volta completata l'anestesia locale, l'endoscopio TNE viene passato attraverso il naso fino all'ipofaringe. Al paziente viene chiesto di deglutire e contestualmente l'endoscopio viene spinto nel seno piriforme e, da qui, in esofago e successivamente nella parte prossimale dello stomaco.

## Videoriprese dell'esame
È fondamentale, nel corso della gastroscopia TNE, registrare l'esame, sia in analogico che con dispositivi di registrazione digitale. Rivedere l'esame ricorrendo a rallenty e fermo immagine risulta, infatti, molto utile per osservare l'apertura cricofaringea in esofago per escludere neoplasie, nonché per studiare l'anatomia della giunzione esofago-gastrica (che, una volta in stomaco, si ottiene flettendo completamente la punta, cioè di circa 210 gradi) ed escludere l'esofago di Barrett.

## Tipi di gastroscopi transnasali
Esistono diversi tipi di gastroscopi transnasali. Tutti si caratterizzano per essere ultrasottili, da 4,0 a 6,0 mm circa.
Tra i più diffusi vi è un sistema endoscopico transnasale video chip distale in cui la videocamera è posizionata in prossimità della punta dell'endoscopio. Tali sistemi con video chip distale in genere presentano dei canali interni in modo che attraverso di essi possa aver luogo la insufflazione di aria ed acqua e la biopsia.
Tuttavia spesso il canale operativo è di soli 2 mm (contro i circa 3 mm del normale gastroscopio) e pertanto il prelievo bioptico sarà necessariamente più piccolo, in quanto effettuato con una pinza più sottile.

## Sicurezza
La maggior parte delle complicanze che si verificano in corso di una endoscopia sono legate alla sedazione del paziente. Ipoventilazione, aspirazione ed ostruzione delle vie aeree rappresentano le complicanze respiratorie più rilevanti. Una delle complicanze più temute, per quanto rara, è la perforazione esofagea. Nonostante siano ormai migliaia le gastroscopie TNE eseguite nel mondo, è stato segnalato un solo caso di perforazione esofagea.

## Vantaggi
Proprio in virtù del loro diametro ridotto i gastroscopi transnasali consentono di valicare tratti stenotici diversamente insuperabili con il gastroscopio tradizionale. Inoltre grazie alla sonda più piccola il paziente soffre meno delle classiche problematiche legate alla endoscopia (senso di soffocamento, nausea, senso di costrizione ed altre). Il passaggio attraverso il naso in genere risulta poco o per nulla fastidioso e l'esame risulta meglio superabile dal paziente.

### Risparmio sui costi
La gastroscopia TNE presenterebbe dei costi diretti inferiori alla gastroscopia tradizionale, soprattutto in relazione alla procedura più breve ed ai minori costi associati  al minor tempo di risveglio e di recupero, nonché i minori costi legati ai farmaci ed al monitoraggio.
Più bassi sarebbero anche i costi indiretti, comprendenti le ore di lavoro perse sia dal paziente che dall'accompagnatore: dopo gastroscopia TNE la maggior parte dei pazienti è in grado di tornare a casa od al lavoro subito dopo il completamento dell'esame e non necessita di un assistente accompagnatore.